# Свещена планета
„Свещена планета“ (на английски: Sacred Planet) е американски документален филм от 2004 г. на режисьорите Джон Лонг и Хаирул Салех Аскор. Филмът е разказван от актьора Робърт Редфорд. Филмът е пуснат от „Уолт Дисни Пикчърс“ на 22 април 2004 г. и печели 1,108,356 долара.

## Актьорски състав
- Арапата Маккей
- Цаан Цияе
- Мае Туй
- Сай Пек младши
- Мутанг Уруд

## В България
В България филмът е издаден на VHS и DVD на 6 април 2005 г. от „Александра Видео“ със субтитри на български.